# Jørgen Moe
Jørgen Engebretsen Moe (Hole, 22 de abril de 1813-Kristiansand, 27 de marzo de 1882) fue un folclorista, obispo, poeta y escritor noruego, autor de los Norske Folkeeventyr, una colección de cuentos populares tradicionales que editó en colaboración con Peter Christen Asbjørnsen.

## Biografía
Nació en la granja de Mo, Hole, en el distrito tradicional de Ringerike, hijo del granjero y político Engebret Olsen Moe. Conoció a Asbjørnsen mientras los dos se estaban preparando para unos exámenes en Norderhov y descubrieron que tenían un interés en común, el folclore noruego, convirtiéndose en «hermanos de sangre».
A partir de 1841 Moe empezó a viajar casi todos los veranos por las regiones del sur de Noruega recogiendo tradiciones populares, cuentos orales y leyendas, de las montañas. La primera colección de cuentos apareció en 1852. En 1845 fue nombrado profesor de teología en la Krigsskolen y en 1853 se hizo sacerdote, ejerciendo en iglesias de Krødsherad y Sigdal. En la primera parroquia encontró inspiración para muchos de sus poemas más famosos, como den gamle Mester (El viejo maestro) y Sæterjentens Sondag. En 1863 se trasladó a Drammen y se convirtió en rector de Bragernes; en 1870 se trasladó de nuevo a Vestre Aker, cerca de Christiania. El 1875 fue nombrado obispo de la diócesis de Agder, con sede en Kristiansand.
Una pequeña colección de sus poemas líricos apareció en 1850. Moe estaba convencido de que la escritura tenía que ser «objetiva» en el sentido de que debe eliminarse el ego de la narrativa. Aun así, se esforzó para construir y mantener una estética literaria en su obra. Escribió pocos versos, pero dentro de los que redactó se encuentran muchas piezas de exquisita delicadeza y frescura. Moe también publicó una colección de relatos en prosa para niños, em Brønden og i Tjernet en 1851 y En Liden Julegave en 1860. Asbjørnsen y Moe tenían la ventaja de ofrecer un estilo admirable de la prosa narrativa. La escritura de Asbjørnsen era más vigorosa y la de Moe más cautivadora pero parece que por la costumbre de escribir al unísono habían adoptado casi idénticas formas de expresión literaria.
Fue nombrado caballero de la Real Orden Noruega de San Olaf en 1873 y comandante en 1881. En enero de 1882 renunció a su diócesis por problemas de salud y murió el mes de marzo. Su hijo, Moltke, continuó el trabajo de su padre dentro del folclore y los cuentos de hadas y se convirtió en el primer profesor de esta asignatura en concreto, en la Universidad de Oslo.

## Impacto de su obra
Junto con Peter Christen Asbjørnsen, el impacto de Jørgen Moe dentro de la cultura noruega fue notable. Para los noruegos, los nombres Asbjørnsen y Moe se han convertido en sinónimo de cuentos populares tradicionales, del mismo modo que el nombre de los hermanos Grimm se asocia con los cuentos alemanes. En Europa, los Norske folkeeventyr son considerados como una de las más importantes contribuciones a la mitología comparada. Al hacer una compilación de la riqueza de los cuentos de hadas ancestrales de Noruega y editarlos para los lectores, en un estilo accesible a todos, contribuyeron también al desarrollo de la lengua y literatura noruega.
Se suele mencionar que la rica literatura popular que tiene este país, a través de la obra de Asbjørnsen y Moe, es una de las más originales y ricas. Su trabajo constituye una parte muy importante de la identidad noruega; así, Askeladden, un personaje con creatividad e ingenio, que siempre gana a la princesa y la mitad del reino para sí, es visto como algo típicamente noruego.

## Obra
Dentro de su obra se pueden citar:
- Samling af Sange, Folkeviser og Stev i norske Allmuedialekter, 1840
- Norske folkeeventyr, 1841–1852 (con Asbjørnsen); ampliada en 1882
- Digte, 1849
- I Brønden og i Kjærnet, 1851
- At hænge på juletreet, 1855
- En liten julegave, 1860
- Samlede skrifter, 1877